# Arbeitskreis Bild Druck Papier
Der Arbeitskreis Bild Druck Papier war ein loser Zusammenschluss von an der Geschichte diverser Druckerzeugnisse Interessierten. Seit 2017 führt das Forum BildDruckPapier die Arbeit fort.

## Geschichte und Themen
Der Arbeitskreis wurde 1981 von Christa Pieske als Basis für die projektierte Ausstellung „Das ABC des Luxuspapiers“ in Berlin gegründet.
Der zunächst kleine Kreis der Forscher und Sammler erweiterte sich rasch um Fachleute von Universitäten und Museen, die hier ihre gemeinsamen kulturgeschichtlichen Interessen vertreten fanden. Neben den unten angegebenen Vorsitzenden, gehörten unter anderen Maurizio Gotti, Elisabetta Gulli Grigioni, Detlef Lorenz, Alberto Milano, Roger Paas, Rolf Reichardt, Dominik Wunderlin und Irene Ziehe dem Arbeitskreis an. Die internationalen Treffen bildeten mit jährlichen Tagungen an wechselnden Orten (bisher in Deutschland, Italien, Frankreich, Ungarn, in den Niederlanden, der Schweiz und Polen) ein Forum für den Austausch von Forschungsergebnissen, Arbeitsprojekten und Informationen zu den Fachgebieten.
Die Ergebnisse sowie weitere Informationen wurden seit 1997 in jährlich herausgegebenen Tagungsbänden durch Text und Bild festgehalten. Es sind 21 Tagungsbände sowie ein Registerband im Waxmann Verlag, Münster erschienen.
2017 stellte der Arbeitskreis seine Aktivitäten ein. Das im gleichen Jahr gegründete Forum BildDruckPapier setzt die Arbeit mit thematisch ähnlicher Ausrichtung und regelmäßigen Tagungen fort. Die Geschäftsstelle des Forums hatte bis Ende 2018 ihren Sitz in den Kunstsammlungen der Veste Coburg / Kupferstichkabinett. Seit 2019 befindet sie sich am Stadtmuseum Dresden.
Themen des Forums sind kollektive Bilderwelten (verkehrte Welt, Lebensalter, Geschlechterkampf etc.), massenwirksame Druckerzeugnisse (Bilderbogen, Flugblätter, Schulwandtafeln etc.) und Luxuspapiere (Andachtsbildchen, Glückwunschbillets, Cotillon-Artikel etc.). Das Forum wendet sich ohne die Notwendigkeit einer formalen Mitgliedschaft an private Sammler, Museumskuratoren und Forscher.

## Vorsitzende des Arbeitskreises
- Christa Pieske, Lübeck (1981–2005)
- Wolfgang Brückner, Würzburg (2005–2010)
- Konrad Vanja, Berlin (2010–2017)

## Tagungsorte
- 1982 Berlin
- 1982 Hamburg
- 1983 Berlin
- 1984 Nürnberg
- 1985 Basel
- 1986 Hannover
- 1987 München
- 1988 Berlin
- 1989 Braunschweig
- 1990 Mainz
- 1991 Würzburg
- 1992 Holzminden
- 1993 Baden / Schweiz
- 1994 Leipzig
- 1995 Frankfurt am Main
- 1996 Straßburg
- 1997 Chemnitz
- 1998 Kassel
- 1999 Pottenstein
- 2000 Berlin
- 2001 Bassano
- 2002 Esslingen
- 2003 Budapest
- 2004 Ittingen
- 2005 Dresden
- 2006 Ravenna
- 2007 Amsterdam
- 2008 Hagenow
- 2009 Nürnberg
- 2010 Modena
- 2011 Épinal
- 2012 Berlin
- 2013 Basel
- 2014 Bergamo
- 2015 Graz
- 2016 Breslau
- 2017 Berlin
- 2017 Coburg (Forum BildDruckPapier)
- 2019 Antwerpen (Forum BildDruckPapier)
- 2021 Dresden (Forum BildDruckPapier)
- 2022 Ravensburg (Forum BildDruckPapier)
- 2023 Salzburg (Forum BildDruckPapier)
- 2024 Hamburg (Forum BildDruckPapier)

## Publikationen
Von jeder Tagung wird ein Tagungsband mit Beiträgen von Teilnehmern herausgegeben
- Arbeitskreis Bild Druck Papier. Tagungsband [1 bis 20]. Waxmann, Münster/New York 1999 ff.

Rezensionen
- Print Quarterly, XXXIII, Nr. 3, September 2016, S. 343 (Tagungsband Bergamo)
- Print Quarterly, XXXIV, Nr. 4, Dezember 2017, S. 462–463 (Tagungsband Breslau (Wrocław)).